# 이한영
이한영(李韓永, 1960년 4월 2일~1997년 2월 25일)은 조선민주주의인민공화국에서 탈북한 대한민국의 언론인이자 작가인 성혜랑의 아들이자 리남옥의 오빠이자 영화배우 성혜림의 조카이자 김정남의 사촌형이다. 자신의 외사촌인 김정남을 아꼈다. 엄마인 성혜랑과 그리움때문에 통화하면서 말하면서 눈물을 보였다. 그는 조선민주주의인민공화국 국방위원장 김정일의 전처 성혜림의 조카였으며, 1982년 모스크바를 거쳐 대한민국으로 망명하였으나 조선민주주의인민공화국의 공작원에 의해 사살되었다. 본명은 리일남(李一男, 표준어: 이일남)으로 귀순 이후 이한영으로 개명하였다. 대한민국에 망명한 후 개신교(예장백석)에 귀의하였다.

## 생애
조선민주주의인민공화국 출신으로 김정일 국방위원장의 전처 성혜림의 언니 성혜랑의 아들이다. 교육을 위하여 1976년 5월 17일 이모 성혜림 및 어머니 성혜랑과 함께 소련의 모스크바로 이주하여 생활하다 홀로 1982년 9월 28일 스위스 어학연수 중 비행기편으로 귀순의사를 밝히고 1982년 10월 1일 대한민국에 망명하였다. 
이한영의 망명 이후 조선민주주의인민공화국 당국에서는 이한영에게 여러 차례 암살 위협을 가하였고 이한영 본인도 두려움을 호소하여 거처를 자주 옮겨다녔다.
그 뒤 1988년 12월 남한 여성인 모델출신의 김종은과 결혼하여 경기도 성남시 분당구에 아파트를 마련하고 정착하였으나 1996년 6월에 발행된 저서 《김정일 로열 패밀리: 김정일 처조카 이한영의 수기》를 출간, 1997년 2월 13일 황장엽이 망명에 성공함으로 이어진 조선민주주의인민공화국 북한 공작원의 보복테러에 의해 자신의 임시거처 문앞에서 저격당하여 뇌사상태에 빠져 10일간 산소호흡기에 의지하다 세상을 떠났다. 유해는 경기도 광주시의 공원묘지에 묻혔고. 영화 의형제의 모티브가 되기도 하였다.

## 기타
이한영의 암살 당시 조선민주주의인민공화국에서 여러 번 암살협박을 가해왔으나 대한민국 경찰에서 관리소홀로 암살당했다는 책임론이 제기되었다.
이한영은 자신의 저서 '김정일 로열 패밀리'를 통해 숙부뻘이며 김정일의 이복 동생인 김현의 존재를 폭로했다. 이한영은 자신이 조선민주주의인민공화국에서 직접 본 김현이 김일성의 숨겨진 아들임을 자세히 서술했다. 이한영에 의하면 김현은 1971년에 김일성과 담당 간호사의 사이에 태어난 사생아(私生兒)다. 같은 해 5월 10일에는 성혜림도 김정일의 아들 김정남을 출산했다. 결국 환갑 나이인 김일성과 갓 서른 살에 접어든 아들이 동시에 ‘불륜’으로 아들을 얻은 것이다. 이한영의 수기에는 김현에 대해 김정일의 매제인 장성택이 ‘장현’이란 가명으로 자신의 호적에 올려 놓았다고 밝혔다. 김현은 1979년 2월 모스크바에서 자신과 동갑내기이자 조카가 되는 김정남과 함께 지냈고, 그 해 9월부터 모스크바에서 공부했으며 김일성의 담당 간호사였던 그의 생모는 장현의 이모로 둔갑시켜 함께 지냈다고 밝혔다.
13년후 영화 의형제는 이 사건을 실화를 바탕으로 만들어졌다.
1996년 6월 23일 SBS 《이주일의 투나잇쇼》에 게스트로 출연했는데 코미디를 좋아하는 김정일 아들 김정남으로부터 故 이주일(이주일의 투나잇쇼 MC)을 데려오라는 명령을 받고 이주일을 알게 된 뒤 북에서 똑같은 인물을 찾느라 고생을 하는 등의 내용으로 아까운 시간을 보낸 것 외에도 MC의 일관성이 없는 질문들이 오히려 시청자들을 혼란스럽게 만들었다는 지적을 샀다.

## 저서
- 이한영, 《대동강 로열패밀리 서울잠행 14년》 (동아일보) - 1996년6월 7일출간
- 이한영, 《김정일 로열 패밀리: 김정일 처조카 이한영의 수기》 (시대정신) - 2004년2월 25일출간

## 가족 관계
- 아버지 : 리태순
- 어머니 : 성혜랑(아들인 이한영이 그리워했던 엄마)
- 동생 : 리남옥 - 국적= 조선민주주의인민공화국(태어난곳),  유럽(망명지)
- 부인 : 김종은
- 딸 : 이예인
- 이모 : 성혜림
- 이모부 : 김정일(金正日)
- 외삼촌 : 성일기
- 사촌동생 : 김정남(사촌형인 이한영이 아끼는 사촌동생)
- 사촌누나 : 리옥돌

## 가족
- 성혜랑(아들인 이한영이 그리워했던 엄마) - 사이가 좋다.
- 성혜림 - 이한영의 사촌인 김정남의 엄마이자 김정남의 사촌인 이한영의 이모 이자 이한영의 엄마인 성혜랑의 동생
- 김정남(사촌형인 이한영이 아끼는 사촌동생)
- 김정은(북한 국무위원장 = 김정남의 이복동생)

## 참고 자료
- 1997년 김정일 처조카 이한영씨 피살사건, 동아일보.
- 이한영, 《김정일 로열 패밀리: 김정일 처조카 이한영의 수기》, 시대정신, 2004년.